# Sol (moneda de Perú)
El sol (símbolo monetario: S/) es la moneda de curso legal del Perú desde 1991, se divide en 100 céntimos. El código de moneda ISO 4217 es PEN. El símbolo S/ se escribe delante de la cifra.
El sol sustituyó al inti en 1991. El nombre es una vuelta al de la moneda histórica de Perú, ya que la anterior encarnación del sol se utilizó de 1863 a 1985. Aunque sol en este uso deriva del latín solidus (‘sólido’), la palabra también designa a la estrella del sistema solar. Por lo tanto, hay una continuidad con el antiguo inti peruano, llamado así por Inti, el dios solar de los incas.
En su introducción en 1991, la moneda se denominó oficialmente nuevo sol (S/.). Más de veinte años después, el 13 de noviembre de 2015, el Congreso peruano votó a favor de renombrarla simplemente como sol.
En mayo de 2023 el sol se posicionó como la moneda más estable de Iberoamérica, es decir, que fluctuaciones diarias del tipo de cambio —hacia arriba y hacia abajo— fueron de menor intensidad que sus pares de la región, según el cálculo de la volatilidad histórica para los últimos 6 meses de la agencia Bloomberg. En 2022 alcanzó el tercer puesto. Desde noviembre de 2018 hasta el mismo mes de 2023, el sol se devaluó frente al dólar estadounidense sólo 41 céntimos de sol. La fortaleza de la moneda peruana se explica por un superávit en su balanza comercial de casi $24 mil millones de 2023 a 2024; el nivel de reservas internacionales aproximado alcanzaba los $85 mil millones, equivalente al 27% del producto interno bruto (PIB) del Perú, entre los más altos para economías emergentes  

## Historia

### Introducción
El 30 de junio de 1991, La moneda Inti se dejó de circular, iniciando la crisis económica, pasando a la moneda Sol.
En su introducción en 1991, la moneda se denominó oficialmente nuevo sol (S/.). Más de veinte años después, el 13 de noviembre de 2015, el Congreso peruano votó a favor de renombrarla simplemente como sol.
En mayo de 2023 el sol se posicionó como la moneda más estable de Iberoamérica, es decir, que fluctuaciones diarias del tipo de cambio —hacia arriba y hacia abajo— fueron de menor intensidad que sus pares de la región, según el cálculo de la volatilidad histórica para los últimos 6 meses de la agencia Bloomberg. En 2022 alcanzó el tercer puesto. Desde noviembre de 2018 hasta el mismo mes de 2023, el sol se devaluó frente al dólar estadounidense sólo 41 céntimos de sol. La fortaleza de la moneda peruana se explica por un superávit en su balanza comercial de casi $24 mil millones de 2023 a 2024; el nivel de reservas internacionales aproximado alcanzaba los $85 mil millones, equivalente al 27% del producto interno bruto (PIB) del Perú, entre los más altos para economías emergentes

## Monedas en circulación
En la actualidad circulan solo seis monedas, como consecuencia de la retirada de circulación de las monedas de 1 céntimo y 5 céntimos (fueron emitidas a la par con otras), a pesar de que sigan siendo curso legal. En el reverso muestran una imagen diferente y en el anverso llevan el Escudo de Armas del Perú en el centro, en el exergo la leyenda Banco Central de Reserva del Perú y el año de acuñación.
| Denominación           | Tiempo de circulación | Material          | Material              | Forma    | Diámetro | Grosor  | Peso   | Borde                |
| Denominación           | Tiempo de circulación | Anillo            | Centro                | Forma    | Diámetro | Grosor  | Peso   | Borde                |
| ---------------------- | --------------------- | ----------------- | --------------------- | -------- | -------- | ------- | ------ | -------------------- |
| 1 céntimo              | 1991-2006             | Latón             | Latón                 | Circular | 18 mm    | 1,26 mm | 2,70 g | Liso                 |
| 1 céntimo              | 2007-2011             | Aluminio          | Aluminio              | Circular | 18 mm    | 1,26 mm | 2,70 g | Liso                 |
| 5 céntimos             | 1991-2007             | Latón             | Latón                 | Circular | 18 mm    | 1,26 mm | 2,70 g | Liso                 |
| 5 céntimos             | 2007-2018             | Aluminio          | Aluminio              | Circular | 18 mm    | 1,26 mm | 2,70 g | Liso                 |
| 10 céntimos            | 1991-2000             | Latón             | Latón                 | Circular | 20,5 mm  | 1,26 mm | 3,50 g | Liso                 |
| 10 céntimos            | 2001-actualidad       | Latón             | Latón                 | Circular | 20,5 mm  | 1,26 mm | 3,50 g | Liso                 |
| 20 céntimos            | 1991-2000             | Latón             | Latón                 | Circular | 23 mm    | 1,26 mm | 4,40 g | Liso                 |
| 20 céntimos            | 2001-actualidad       | Latón             | Latón                 | Circular | 23 mm    | 1,26 mm | 4,40 g | Liso                 |
| 50 céntimos            | 1991-2000             | Alpaca (aleación) | Alpaca (aleación)     | Circular | 22 mm    | 1,88 mm | 5,45 g | Estriado             |
| 50 céntimos            | 2001-actualidad       | Alpaca (aleación) | Alpaca (aleación)     | Circular | 22 mm    | 1,88 mm | 5,45 g | Estriado             |
| 1 nuevo sol 1 sol      | 1991-2011             | Alpaca (aleación) | Alpaca (aleación)     | Circular | 25,5 mm  | 1,92 mm | 7,32 g | Estriado             |
| 1 nuevo sol 1 sol      | 2012-2015             | Alpaca (aleación) | Alpaca (aleación)     | Circular | 25,5 mm  | 1,92 mm | 7,32 g | Estriado             |
| 1 nuevo sol 1 sol      | 2016-actualidad       | Alpaca (aleación) | Alpaca (aleación)     | Circular | 25,5 mm  | 1,92 mm | 7,32 g | Estriado             |
| 2 nuevos soles 2 soles | 1994-2009             | Acero inoxidable  | Cobre-Níquel-Aluminio | Circular | 22,2 mm  | 2,07 mm | 5,62 g | Liso                 |
| 2 nuevos soles 2 soles | 2010-2015             | Acero inoxidable  | Cobre-Níquel-Aluminio | Circular | 22,2 mm  | 2,07 mm | 5,62 g | Estriado discontinuo |
| 2 nuevos soles 2 soles | 2016-actualidad       | Acero inoxidable  | Cobre-Níquel-Aluminio | Circular | 22,2 mm  | 2,07 mm | 5,62 g | Estriado discontinuo |
| 5 nuevos soles 5 soles | 1994-2009             | Acero inoxidable  | Cobre-Níquel-Aluminio | Circular | 24,3 mm  | 2,13 mm | 6,67 g | Estriado             |
| 5 nuevos soles 5 soles | 2010-2015             | Acero inoxidable  | Cobre-Níquel-Aluminio | Circular | 24,3 mm  | 2,13 mm | 6,67 g | Estriado             |
| 5 nuevos soles 5 soles | 2016-actualidad       | Acero inoxidable  | Cobre-Níquel-Aluminio | Circular | 24,3 mm  | 2,13 mm | 6,67 g | Estriado continuo    |

## Billetes en circulación
En el caso de los billetes, desde la salida de la moneda en 2011, contó con dos actualizaciones (2011 y 2021). La actualización de 2021 (que culminó en 2023), a cargo de De la Rue International, obtuvo el Premio Regional al Billete e ID del Año 2024 en la conferencia High Security Printing Latin America.
| Denominación               | Tiempo de circulación | Color        | Personaje               | Reverso                                                    |
| -------------------------- | --------------------- | ------------ | ----------------------- | ---------------------------------------------------------- |
| 10 nuevos soles 10 soles   | 1991-actualidad       | Verde pálido | José Abelardo Quiñones  | Avión Caproni 113, en vuelo invertido                      |
| 10 nuevos soles 10 soles   | 2011-actualidad       | Verde        | José Abelardo Quiñones  | Machu Picchu                                               |
| 10 nuevos soles 10 soles   | 2021-actualidad       | Verde        | Chabuca Granda          | Vicugna vicugna e Ismene amancaes                          |
| 20 nuevos soles 20 soles   | 1991-actualidad       | Naranja      | Raúl Porras Barrenechea | Fachada del Palacio de Torre Tagle, sede de la Cancillería |
| 20 nuevos soles 20 soles   | 2011-actualidad       | Marrón       | Raúl Porras Barrenechea | Huaca del Dragón (ciudadela de Chan Chan)                  |
| 20 nuevos soles 20 soles   | 2022-actualidad       | Naranja      | José María Arguedas     | Vultur gryphus y Cantua buxifolia                          |
| 50 nuevos soles 50 soles   | 1991-actualidad       | Marrón       | Abraham Valdelomar      | Oasis de Huacachina, Ica                                   |
| 50 nuevos soles 50 soles   | 2011-actualidad       | Rojo claro   | Abraham Valdelomar      | Templo Nuevo de Chavín de Huántar (Huari)                  |
| 50 nuevos soles 50 soles   | 2022-actualidad       | Magenta      | María Rostworowski      | Panthera onca y la Puya raimondii                          |
| 100 nuevos soles 100 soles | 1992-actualidad       | Azul         | Jorge Basadre           | Biblioteca Nacional del Perú                               |
| 100 nuevos soles 100 soles | 2011-actualidad       | Azul         | Jorge Basadre           | Gran Pajatén                                               |
| 100 nuevos soles 100 soles | 2021-actualidad       | Azul         | Pedro Paulet            | Loddigesia mirabilis y Phragmipedium kovachii              |
| 200 nuevos soles 200 soles | 1995-actualidad       | Rosa claro   | Santa Rosa de Lima      | Convento de Santo Domingo                                  |
| 200 nuevos soles 200 soles | 2011-actualidad       | Rosa         | Santa Rosa de Lima      | Ciudad Sagrada de Caral - Supe                             |
| 200 nuevos soles 200 soles | 2023-actualidad       | Lavanda      | Tilsa Tsuchiya          | Rupicola peruvianus y Dalechampia aristolochiifolia        |

## Series numismáticas

### Serie «Riqueza y Orgullo del Perú»
Desde 2010, el Banco Central de Reserva del Perú inició la acuñación de monedas de la serie Riqueza y Orgullo del Perú, que promueve la numismática y contribuye a difundir el patrimonio peruano. Hasta el momento se han acuñado las monedas alusivas de 1 sol a:
1. Tumi de Oro.
2. Sarcófagos de Karajía.
3. Estela de Raimondi.
4. Chullpas de Sillustani.
5. Monasterio de Santa Catalina.
6. Machu Picchu.
7. Gran Pajatén.
8. Piedra de Saywite.
9. Fortaleza del Real Felipe.
10. Templo del Sol - Vilcashuamán.
11. Kuntur Wasi.
12. Templo Inca Huaytará.
13. Templo de Kotosh.
14. Arte Textil Paracas.
15. Complejo Arqueológico de Tunanmarca.
16. Ciudad Sagrada de Caral.
17. Huaca de la Luna.
18. Antiguo Hotel Palace.
19. Catedral de Lima.
20. Petroglifos de Pusharo.
21. Arquitectura moqueguana.
22. Sitio Arqueológico de Huarautambo.
23. Cerámica Vicús.
24. Cabeza de Vaca.
25. Cerámica Shipibo-Konibo.
26. Arco Parabólico de Tacna.

### Serie «Recursos Naturales del Perú»
Desde 2013, el Banco Central de Reserva del Perú acuñó la serie de monedas Recursos Naturales del Perú, que promueve la numismática y contribuye a difundir los recursos peruanos. Hasta el momento se han acuñado las monedas alusivas.
1. La anchoveta.
2. El cacao.
3. La quinua.

### Serie «Fauna Silvestre Amenazada del Perú»
Luego de finalizar la colección Riqueza y Orgullo del Perú, el Banco Central de Reserva del Perú inició la acuñación de monedas de la serie Fauna Silvestre Amenazada del Perú, que promueve nuevamente la numismática y a través de estas monedas, quiere que se tome importancia de la preservación de los animales, de las especies de la fauna peruana. Son un total de 10 monedas donde 3 salieron en el 2017, 4 durante el 2018 y 3 en el 2019. La serie consta de las siguientes monedas alusivas:
1. Oso andino de anteojos.
2. Cocodrilo de Tumbes.
3. Cóndor andino.
4. Tapir andino.
5. Pava aviblanca.
6. Jaguar.
7. Suri.
8. Mono choro de cola amarilla.
9. Gato andino.
10. Rana gigante del Titicaca.

### Serie  «Constructores de la República - Bicentenario 1821-2021»
Es una serie numismática del sol peruano emitida desde octubre de 2020 por el Banco Central de Reserva del Perú en el marco de la conmemoración del Bicentenario de la Independencia del Perú. La colección, que consta de nueve monedas con la denominación de 1 sol.
1. Juan Pablo Viscardo y Guzmán.
2. Hipólito Unanue.
3. Toribio Rodríguez de Mendoza.
4. Manuel Lorenzo de Vidaurre.
5. José Baquíjano y Carrillo.
6. José Faustino Sánchez Carrión.
7. Francisco Xavier de Luna Pizarro.
8. José de la Mar.
9. José Manuel Valdés.

### Serie «La Mujer en el Proceso de la Independencia del Perú»
En diciembre de 2020, con motivo de la celebración del bicentenario de la Independencia del Perú, el Banco Central de Reserva anunció la circulación de la serie numismática "La Mujer en el Proceso de la Independencia del Perú" en monedas de un sol, acuñando 3 monedas alusivas.
1. Heroínas Toledo.
2. María Parado de Bellido.
3. Brígida Silva